# 大聖寺 (美作市)
大聖寺（だいしょうじ）は岡山県美作市にある真言宗の寺院。山号は恵龍山（けいりゅうざん）。
本尊は本堂不動院に不動明王（秘仏）、脇仏として本坊客殿に愛染明王、観音堂に如意輪観音が祀られている。本尊不動明王は33年毎の開扉で、次回の本尊開扉大法要は2024年3月27日である。
アジサイの名所として寺領内に約1万株のあじさいが咲き「あじさい寺」の通称がある。また冬のナンテンの名所として「福寿難転（南天）寺」を称している。
西国愛染十七霊場第七番札所、山陽花の寺二十四か寺第十三番札所。

## 概要
寺伝によれば天平10年（738年）に聖武天皇の勅命で行基が開山。五院・十八坊を誇り山岳仏教の聖地として西の高野山と称された隆盛の地であったが、豊臣秀吉の播磨上月城攻めの兵火によりほとんどの塔堂を焼失した。
その後、江戸時代初期の慶長9年（1604年）頃、津山藩初代藩主となった森忠政は津山城築城に際し、城主祈願所として現在の本堂不動院・本坊・客殿などを再建したと伝わる。
毎年、アジサイの開花期（当地では、6月下旬より7月中旬）には「あじさい花祭り」と「あじさい七夕祭り」が開催される。祭の期間中は入山料として500円（2010年現在）が必要となる。なお、入山料は同年期間内は領収書を提示すれば無料で再入山できる。なお、自動車で訪問の場合は駐車料として毎回500円必要となる。

## 文化財
（建造物）
- 宝篋印塔（美作市指定重要文化財）－南北朝時代、1980年（昭和55年）10月20日指定（指定時は作東町）
- 金堂不動院
- 本坊・客殿
- 観音堂

（絵画）
- 紙本水墨「芦雁図」狩野松甫（狩野派）筆 （美作市指定重要文化財）－江戸時代末期、1990年（平成2年）2月1日指定（指定時は作東町）
- 御所絵巻屏風 －安土桃山時代
- 騎馬図（十二葉） －南北朝時代
- 襖絵『龍虎』狩野宗信作
- 襖絵『雁』狩野宗信作
- 襖絵『四季山水』狩野宗信作
- 武蔵野の画 狩野雅楽助作
- 武蔵野の画 狩野永徳作

（その他）
- 御所御用駕籠

（天然記念物）
- 大聖寺の大イチョウ（美作市指定天然記念物）－樹齢推定300年、1974年（昭和49年）12月1日指定（指定時は作東町）

## 文化と歴史
小説『宮本武蔵』
吉川英治が、昭和初期に小説『宮本武蔵』を執筆する際に武蔵生誕の地に近い大聖寺に幾度も逗留し構想を練った。小説の中で沢庵和尚に青年時代の宮本武蔵が吊るされる千年杉は、大聖寺の大イチョウがモデルと云われ、小説には「大聖寺の鐘が鳴る」で始まる節がある。山門前には、吉川栄治の小説を原作とする大河ドラマ『宮本武蔵』を放送した日本放送協会の協力によって武蔵・お通の銅像が建てられている。

## 所在地
- 岡山県美作市大聖寺1

## 画像

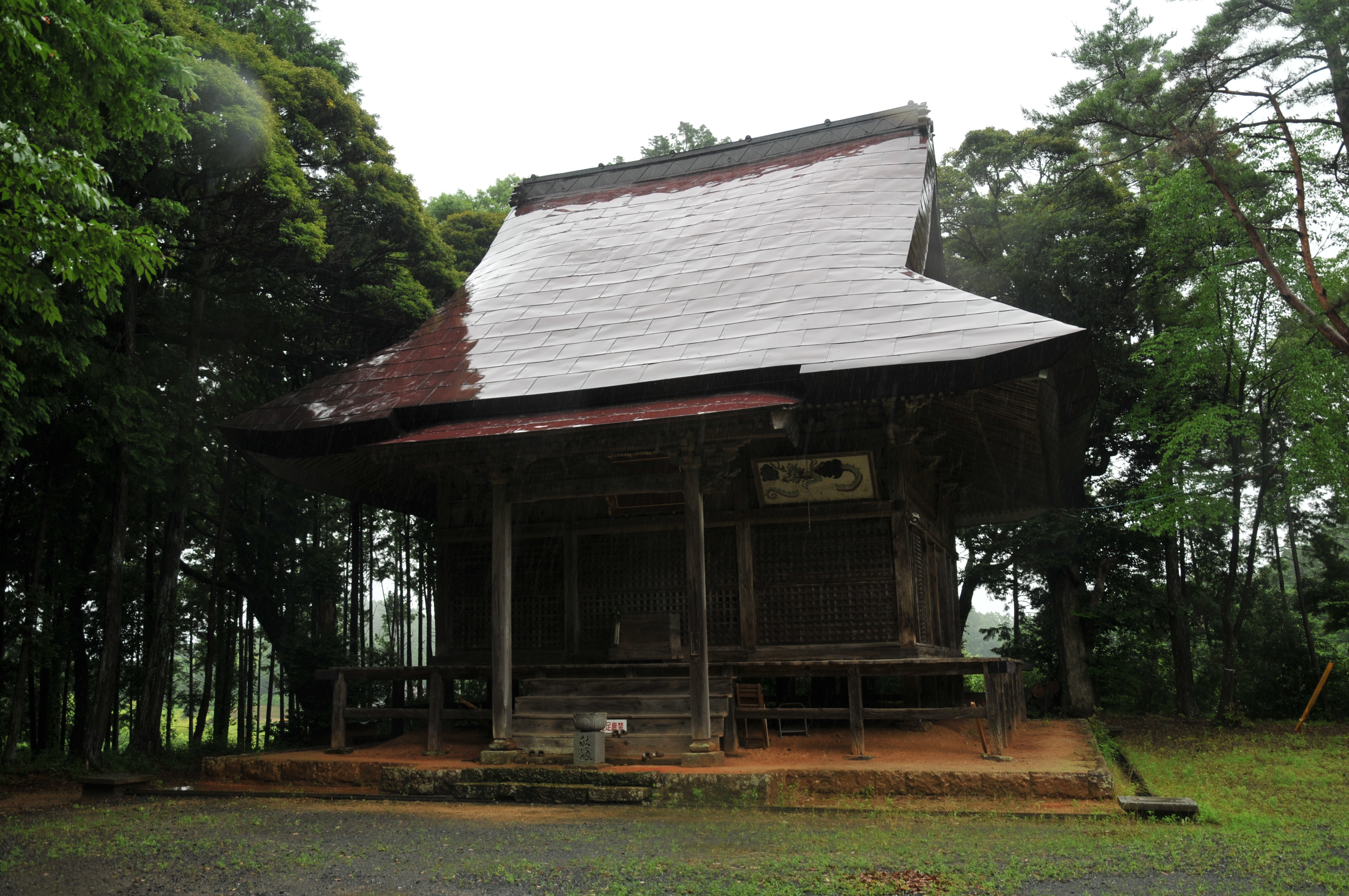
本堂不動院
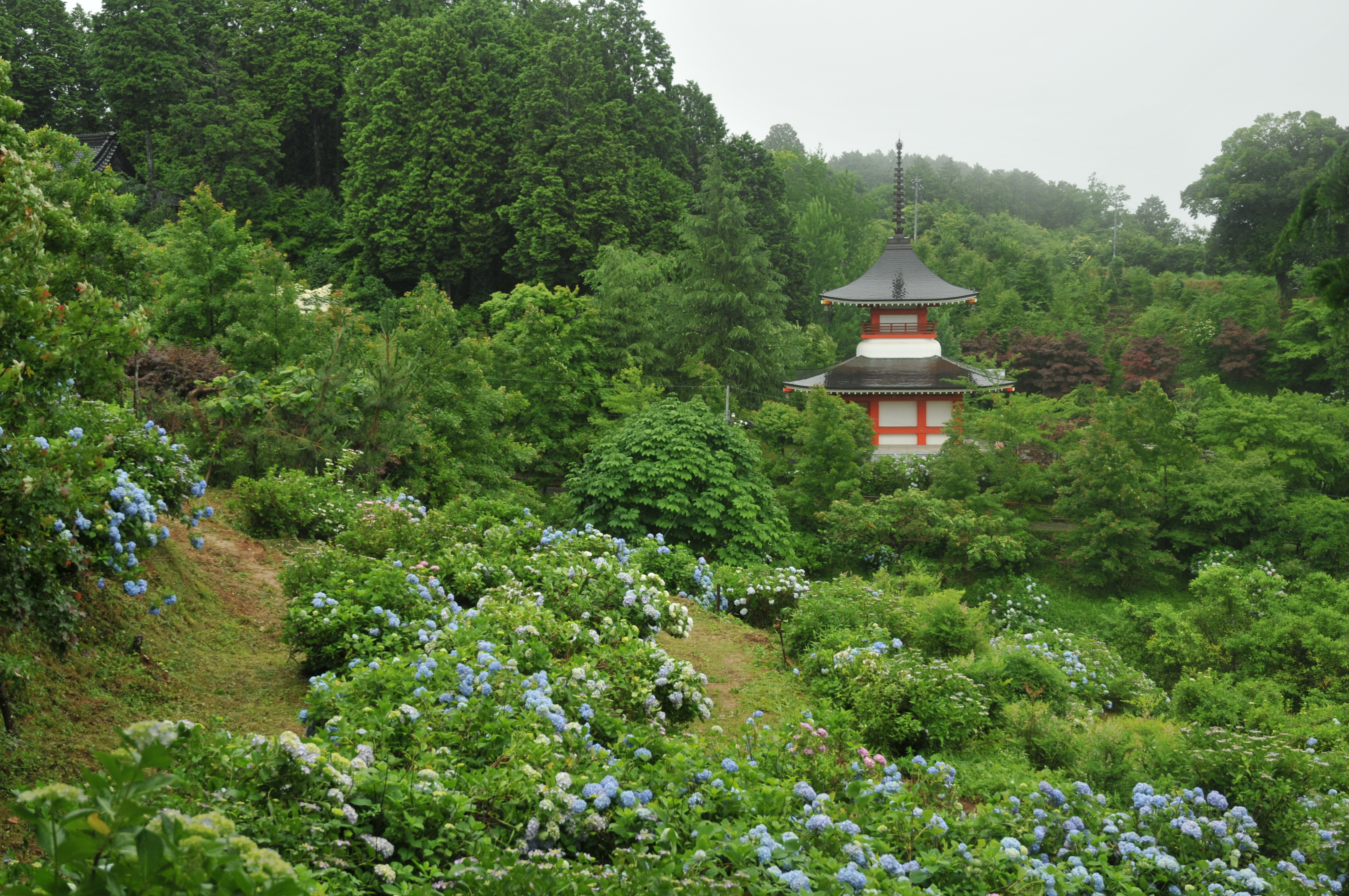
あじさい園と多宝塔
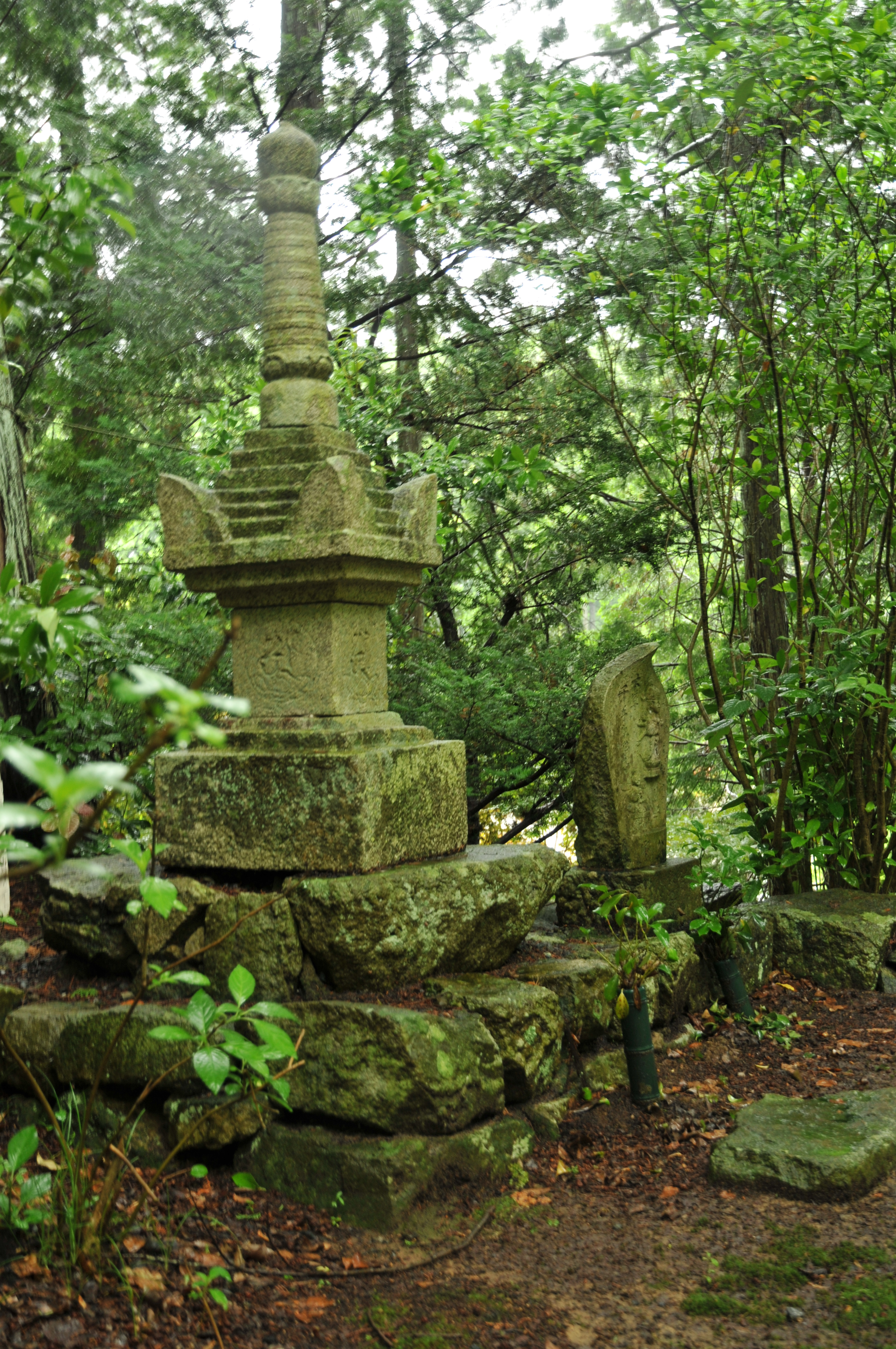
宝篋印塔（市重要文化財）
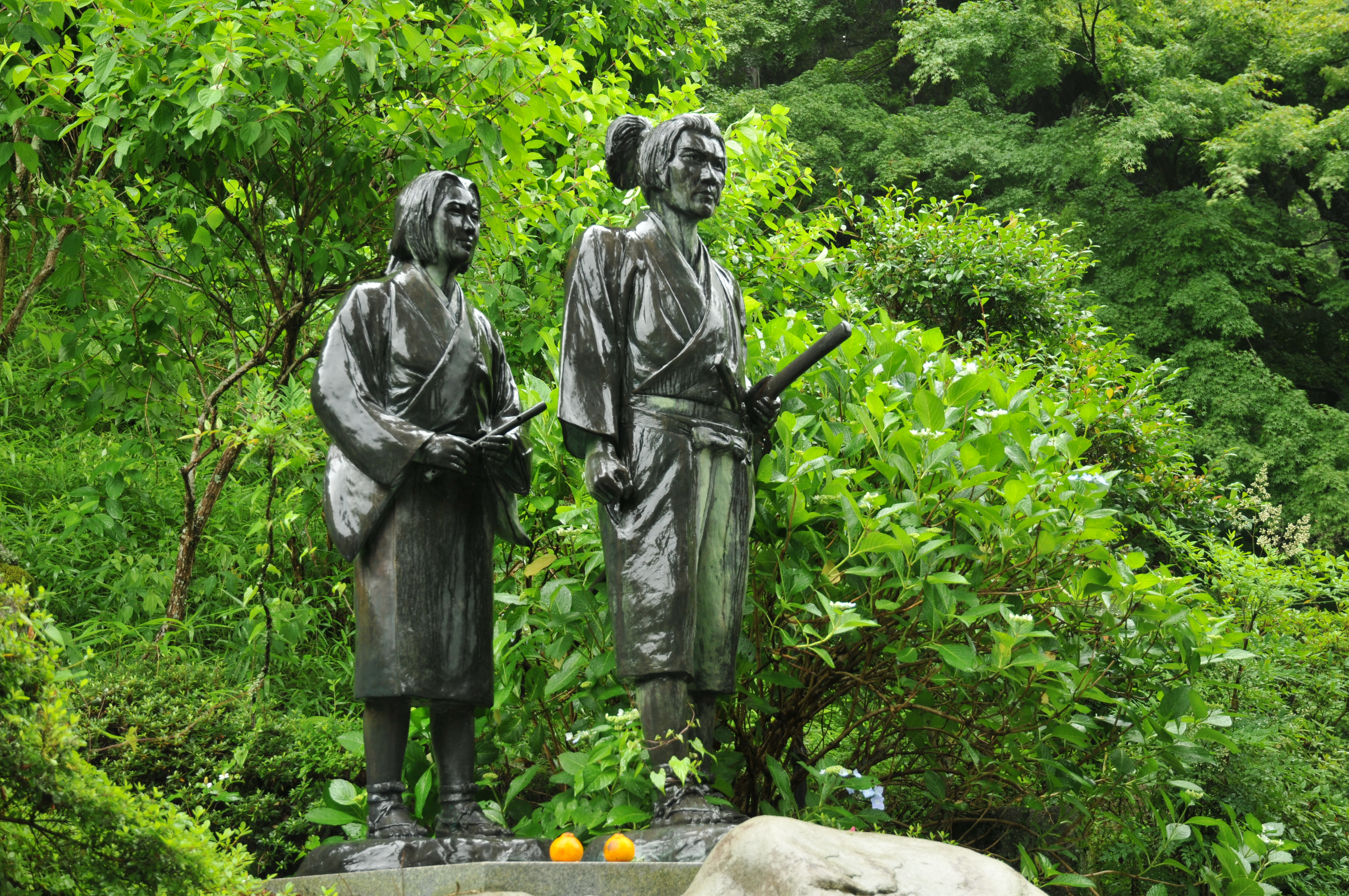
宮本武蔵・お通の像

## 交通
- 中国自動車道 作東インターチェンジより車で20分

## 前後の札所
西国愛染十七霊場
6 須磨寺正覚院 -- 7 大聖寺 -- 8 東寺
山陽花の寺二十四か寺
12 誕生寺 -- 13 大聖寺 -- 14 西法院

## 参考資料
- 現地説明板
- 『アジサイ寺 別格本山 大聖寺』現地配布パンフレット